# Elophos
Elophos là một chi bướm đêm thuộc họ Geometridae.

## Các loài
- Elophos andereggaria (La Harpe, 1853)
- Elophos barbarica Prout, 1915
- Elophos caelibaria (Heydenreich, 1851)
- Elophos dilucidaria (Denis & Schiffermüller, 1775)
- Elophos dognini (Thierry-Mieg, 1910)
- Elophos operaria (Hübner, 1813)
- Elophos serotinaria (Denis & Schiffermüller, 1775)
- Elophos sproengertsi (Püngeler, 1914)
- Elophos unicoloraria (Staudinger, 1871)
- Elophos vittaria (Thunberg, 1788)
- Elophos zelleraria (Freyer, 1836)
- Elophos zirbitzensis (Pieszcek, 1902)

## Hình ảnh

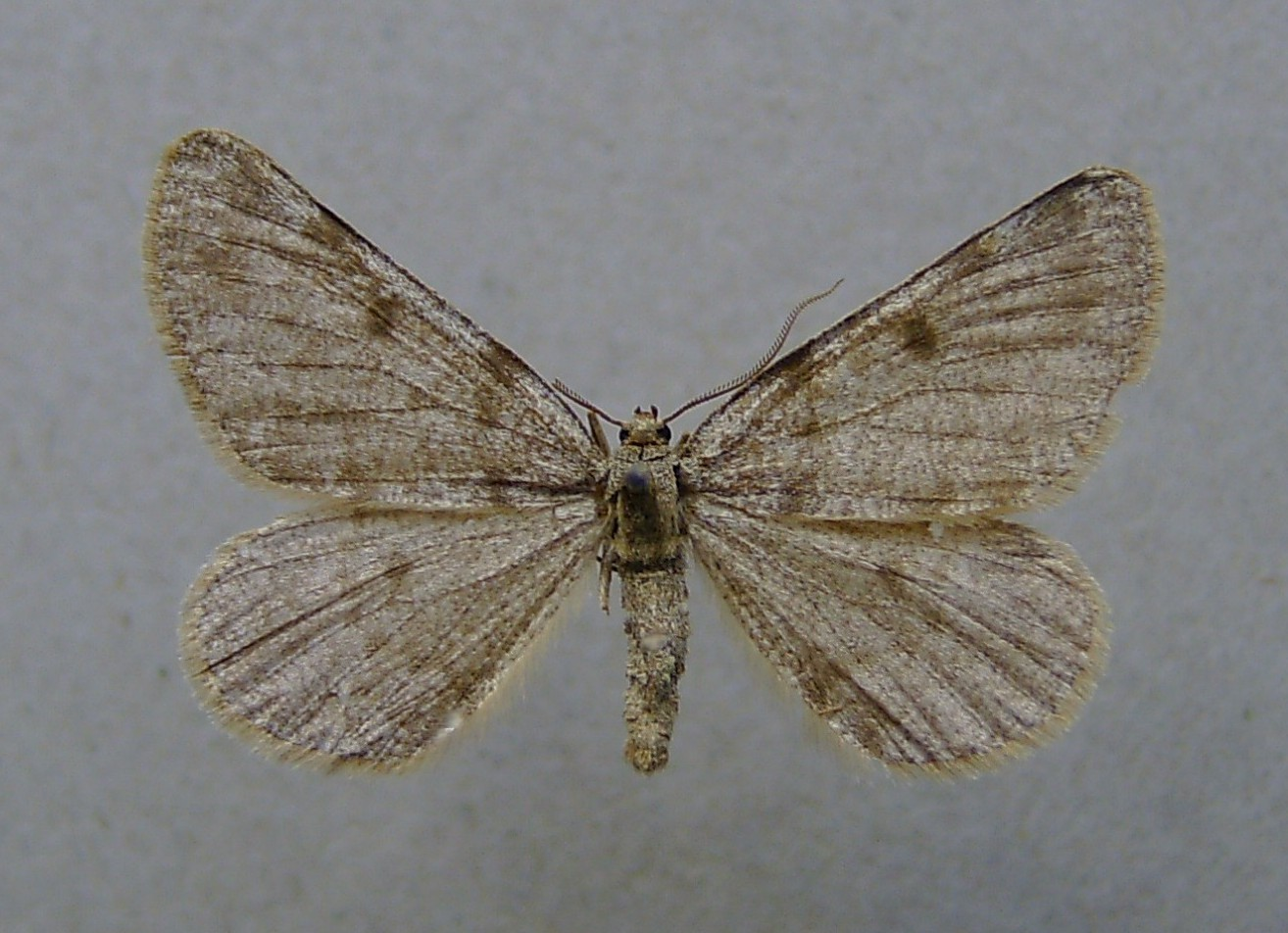